# Turkana (narod)
Turkana su nilotski narod porijeklom iz okruga Turkana na sjeverozapadu Kenije, polusušne klimatske regija koja graniči s jezerom Turkana na istoku, područjem plemena Pokota, Rendille i Samburu na jugu, Ugandom na zapadu, te Južnim Sudanom i Etiopijom na sjeveru. Oni svoju zemlju nazivaju Turkan.
Prema kenijskom popisu stanovništva iz 2019. godine, Turkana ima 1.016.174 ili 2,14% kenijskog stanovništva, što Turkanu čini trećom najvećom nilotskom etničkom skupinom u Keniji, nakon Kalenjina i Lua, nešto brojnijom od Maasaija. Među svim etničkim grupama u Keniji zauzimaju 10. mjesto po brojnosti. Iako je ta brojka u početku bila kontroverzna i koju je ministar planiranja Wycliffe Oparanya odbacio kao preveliku, presudom suda pravde (7. veljače 2012.) kenijska je vlada prihvatila brojke popisa stanovništva naroda Turkana iz 2009. godine. 
Jezik Turkana, kojim govore, spada u Istočna nilske jezike. Njihovo vlastito ime za jezik je ŋaTurkana ili aŋajep a ŋiTurkana. 
Turkane sebe nazivaju se ŋiTurkana (Turkana), što znači narod područja Turkan. Uglavnom su polu nomadski pastoralisti. 
Turkane su poznate po uzgoju deva i tkanju košara. U svojim usmenim predajama oni sebe nazivaju ljudima sivog bika, po Zebuu, čiji je pripitomljavanje igralo važnu ulogu u njihovoj povijesti. Posljednjih godina programi pomoći u razvoju usmjereni su na uvođenje ribolova među Turkanama (što je tabu u nekim dijelovima društva Turkana) s vrlo ograničenim uspjehom. 
Neki od poznatih pripadnika naroda Turkana su Paul Ereng, olimpijski prvak u utrci na 800 metara iz 1988. i bivši vlasnika svjetskog dvoranskog rekorda na 800 metara, supermodel Ajuma Nasenyana; i neki poznati kenijski vladini dužnosnici, uključujući: kenijskog veleposlanika u Tajlandu, NJ. dr. Richarda Titusa Ekaija; Ministar rada, Hon. John Kiyonga Munyes - parlamentarni zastupnik; i Hon. Ekwee Ethuro, trenutačni predsjednik Senata i bivši parlamentarni zastupnik za središnju Turkanu. 
Turkane sebe nazivaju "Ngiturkan", a svoju zemlju kao "Eturkan". Etnička skupina Turkana u cjelini sastoji se od dvije glavne podjele, od kojih je svaka sastavljena od teritorijalnih odjela. Glavne podjele su: Ngimonia, podijeljena na Ngissir i non-Ngissir odjeljke; i Ngichoro, podijeljeni u Ngilukumong, Ngiwoyakwara, Ngigamatak, Ngibelai i Ngibotok.

## Povijest

### Podrijetlo
Turkane su došle na prostor oko jezera Turkane sa sjevera, kao dio konfederacije Ateker. Konfederacija se zbog unutarnjih razlika podijelila, što je dovelo do pojave različitih neovisnih skupina. Turkane su iz kasnijih sukoba izašli kao pobjednici, što je dovelo do neprijateljstva između Turkane i ostalih skupina konfederacije Ateker, koje su formirale vojne saveze protiv Turkane. Turkane se izašli kao pobjednici, te su u svoje redove uključili i mlade ljude iz poraženih skupina. Vojna moć i bogatstvo Turkane povećali su se na sadašnjim sjevernim ravnicama Turkane. Prema usmenoj predaji naroda Turkana, uzgoj zebua i pojava ngimuroka su omogućili Turkanama da steknu takvo bogatstvo i moć. I Zebu i ngimurok i dalje igraju važnu ulogu u kulturi Turkane.

### Osnivanje
Etnogeneza naroda Turkane kao posebne skupina vezano je za širenje ove grupe prema jugu pri čemu su pokoravali etničke grupe na koje su nailazili na svom putu. Turkane su s lakoćom pokoravali svoje protivnike zahvaljujući superiornoj vojnoj taktici, boljem oružju i vojnoj organizaciji. Do 1600-ih godina, bazen jezera Turkane bio je u potpunosti okupiran od strane Turkane i njihovih saveznika. 
Vrijeme prije početka europske kolonizacije Afrike, obiilježeno je relativno dugim razdobljem mira među autohtonim etničkim zajednicama oko jezera Turkane. Sporadični sukobi bili su vezani isključivo uz borbu Turkana protiv arapskih, svahili i abesinijskih lovaca na robove i trgovaca slonovačom.

### Kolonijalno razdoblje
Europska kolonizacija dovela je do trajnog otpora novom neprijatelju, Britancima. Turkane su pružali aktivni otpor Britancima, pa je njihova vladavina ovdje bila na slabim temeljima. Do izbijanja Prvog svjetskog rata, tek je manji dio ove regije stavljeno pod kolonijalnu upravu. 
Od Prvog svjetskog rata do kraja Drugog svjetskog rata, Turkane su aktivno sudjelovale u ratovima kao saveznik Britanije protiv talijanske invazije. Regija Turkana je korištena kao polazištna točka za rat protiv talijanskih snaga, što je dovelo do oslobađanja Abesinije. 
Nakon Drugog svjetskog rata, Britanci su u Turkani vodili kampanje razoružanja i pacifikacije, što je dovelo do masovnih poremećaja i otuđenja vlasništva pastoralista Turkane. Kolonijalna uprava prakticirala je politiku namjerne segregacije ljudi Turkane kategorizirajući provinciju Turkana kao zatvoreni okrug. To je dovelo do marginalizacije i nerazvijenosti u periodu koji je prethodio neovisnosti Kenije. 

## Kultura

### Odjeća
Tradicionalno i muškarci i žene nose obloge izrađene od pravokutnih tkanih materijala i životinjskih koža. Danas se ove obloge obično kupuju, a proizvedene su u Nairobiju ili negdje drugdje u Keniji. Često muškarci nose svoje obloge slične tunikama, s jednim krajem povezanim s drugim krajem preko desnog ramena, i nose zglobove noževe izrađene od čelika i jareće kože. Muškarci također nose stolce (poznate i kao ekicholong ) koje će iskoristiti kao jednostavne stolice, umjesto da sjede na vrućem podnevnom pijesku. Ti stolci ujedno imaju i naslone za glavu, koji pomažu da se glavu drži uzdignutu od pijeska i tako štite svečane ukrase za glavu od oštećenja. Također nisu rijetki slučajevi da muškarci nose nekoliko palica; jedan se koristi za hodanje i ravnotežu prilikom nošenja tereta; drugi, obično tanji i duži, koristi se za poticanje stoke tijekom pastirskih aktivnosti. Žene će obično nositi ogrlice i potpuno će obrijati kosu koja često ima perle pričvršćene na opuštene krajeve kose. Muškarci briju kosu. Žene nose dva komada tkanine, jedan je omotan oko struka, a drugi pokriva gornji dio. Tradicionalno, kožni oblozi prekriveni perlicama nojevih jaja bili su najčešći oblik ženskog donjeg rublja, iako je taj običaj nestao u mnogim područjima. 
Narod Turkana ima složenu odjeću i stilove ukrašavanja. Odjeća se koristi za razlikovanje dobnih skupina, razvojnih faza, prilika i statusa pojedinaca ili skupina u zajednici Turkana. 
Danas mnoge Turkane nose odjeću u zapadnom stilu. To je posebno slučaj među muškarcima i ženama koji žive u gradskim središtima širom Turkane. 

### Stoka
Turkana se oslanjaju na nekoliko rijeka, poput Turkwel i rijeke Kerio. Kad ove rijeke poplave, novi se sediment i voda protežu na riječnu ravnicu koja se obrađuje nakon rijetkih jakih kišnih oluja. Kad rijeke presuše, u koritu se kopaju otvoreni bunari; oni se koriste za opskrbu stoke vodom, a također i za piće za ljude. Malo je, ako ih uopće ima, razvijenih bunara za pitku vodu za zajednice i stoku, a često obitelji moraju putovati nekoliko sati tražeći vodu za svoju stoku i sebe. 
Stočarstvo je važan aspekt turkanske kulture. Koze, deve, magarci i zebu primarne su vrstw koji koriste ljudi Turkane. U ovom društvu stoka ne služi samo za proizvodnju mlijeka i mesa, već i kao oblik valute koja se koristi za pregovore o cijenama mladenki i za miraze. Često će mladić dobiti jednu kozu kojom će pokrenuti stado, a više će ih akumulirati uzgojem životinja. Zauzvrat, nakon što skupi dovoljno stoke, te će se životinje koristiti za pregovaranje za ženidbu. Nerijetko je slučaj da muškarci Turkane vode poligini stil života, jer će bogatstvo u stoci odrediti broj supruga koje svatko od njih može ispregovarati i održavati. 
Stočarstvo također igra važnu ulogu u interakciji između Turkane i drugih susjednih skupina i važan je aspekt ratovanja u regiji. Prepadii nisu neuobičajeni u društvu Turkana i u većini slučajeva prepadi se provode radi krađe stoke iz susjednih skupina kao što su Toposa i Pokot. U nekim su slučajevima takvi prepadi doveli do žestokog sukoba u kojem su deseci ili čak stotine ljudi ozlijeđeni ili ubijeni. U svojoj knjizi, Stoka nas dovodi do naših neprijatelja: ekologija Turkane, politika i racije u sustavu neravnoteže, J. Terrence McCabe navodi nekoliko incidenata u kojima je prepad uzrokovao nekoliko smrtnih slučajeva. McCabe napominje da se takvi prepadi često događaju između Turkane i Pokota te da se čini da su prepadi intenzivirani u posljednjih nekoliko godina.

### Hrana
Turkane se oslanjaju na svoje životinje u pitanjima mlijeka, mesa i krvi. Divlje voće žene skupljaju u bušu i kuhaju po 12 sati. Zaklane koze peku se na vatri. Pečenje mesa njihov je omiljeni način konzumacije mesa. Turkana često trguju kukuruz, grah i povrće s Pokotima, a duhan s Marakwet. Turkana kupuju čaj iz gradova i kuhaju mliječni čaj. Ujutro jedu kukuruznu kašu s mlijekom, dok za ručak i večeru jedu običnu kukuruznu kašu (nang'aria) s varivom. Zebu se jede samo za vrijeme festivala, dok se koza jede češće. Riba je tabu za neke od klanova Turkana (ili marki, "ngimaharin"). Nakon lova muškarci ponovno izlaze po med, koji je jedino prirodno sladilo dostupno u tradicionalnoj prehrani. 
Dok se Turkane uglavnom oslanjaju na pastoralizam, također i uzgajaju dio svoje hrane. Višestruka istraživanja zabilježila su uzgoj sirka u društvu Turkana. Jedna od takvih studija, Vrtovi sirka na južnoj Turkani: Kultiviranje među nomadskim pastirskim narodom, primjećuje da je uzgoj sira, iako je prilično produktivan, više ograničen okolišnim čimbenicima nego pastoralizmom. Jie, dugogodišnji saveznici Turkane, ponekad poklanjaju sirak Turkanama.

### Kuće
Kuće su izgrađene na drvenom okviu s kupolastim mladicama na kojima se listovi Palme Hyphaene thebaica, kože ili kože, zasipaju i šibaju. Kuća je dovoljno velika za smještaj šesteročlane obitelji. Obično su tijekom vlažne sezone izdužene i prekrivene kravljom balegom. Zbog klimatskih promjena, većina Turkana počela je mijenjati tradicionalne metode uzgoja stoke agropastoralizmom. 

### Tradicionalna religija
Ne postoji jasna granica između svetog i profanog u društvu Turkana. S tim u vezi, tradicionalna religija Turkane ne razlikuje se od društvene strukture ili epistemološke stvarnosti Turkane - religija i kultura su jedno. Turkana su stočari čiji život oblikuje ekstremna klima u kojoj žive. Svakog dana čovjek mora tražiti blagoslove života - vodu, hranu, stoku, žene, djecu - na način koji umiruje duhove predaka i koji je u skladu s mirom u zajednici. Ispravno slijeđenje tradicije (ngitalio) u svakodnevnom životu zasigurno će dovesti do blagoslova. Pod blagoslovima se podrazumijeva povećanje bogatstva, bilo stoke, djece, supruga ili čak hrane. Samo se pravilnim odnosima s Bogom (Akuj) i precima, pravilnom zaštitom od zla i sudjelovanjem u moralnoj ekonomiji zajednice može dobiti blagoslov. 
U osnovi, Turkana vjeruje u stvarnost Vrhovnog bića po imenu Akuj. O Akuju se ne zna mnogo osim činjenice da je on jedini stvorio svijet i da kontrolira blagodati života. Također postoji vjerovanje u postojanje predaka, ngipeana ili ngikarama, no ipak se smatra da su oni zlonamjerni i zahtijevaju umirivanje žrtvi životinja kada su bijesni. Kad se naljute ili uznemire, preci će zaposjesti ljude u obitelji kako bi verbalno komunicirali sa svojom obitelji. Tu je i priznanje “Pretka”, Ekipea, za kojeg se smatra da je puno aktivniji u svakodnevnom životu ljudi, ali samo na negativan način. Mnogo je brige o zaštiti svoje obitelji i sebe od zla Ekipea. Kršćani i misionari na Turkani poistovjećuju Ekipe s biblijskim likom Đavla ili Sotone, što je tradicionalna shvaćanja ekipa pomaknulo sa „zlog duha“ na „Zlog“. Vjerski stručnjaci Turkana, ngimurok, i dalje djeluju kao posrednici između živih ljudi i predaka, a pomažu i u rješavanju problema u zajednicama. Arapi su ljudima također donijeli islam, pa muškarci nose kapu bez obzira jesu li muslimani ili ne. 

#### Ngimurok
Kao i u većini afričkih tradicionalnih religija, tradicionalni vjerski stručnjaci na Turkani prisutni su i igraju aktivnu ulogu u gotovo svim događajima u zajednici. Ngimurok pomaže identificirati izvor zla, bolesti ili druge probleme koji se sami pojavljuju, kao i rješenje ili specifični lijek ili žrtvu koji se trebaju dogoditi kako bi se obnovio bogat život u obitelji i zajednici. Postoje razne vrste vračeva koje razlikuje Emuronov izvor objave. Prema Barrettu, "istinski vračevi", poznati i kao "Božji vračevi", najpoštovaniji su od ngimuroka jer otkrivenja primaju izravno od Akuja, obično kroz snove. Ti „istinski vračevi“ slijede obrazac najpoznatijih Turkana ngimurok, Lokerio i Lokorijem. Potonji je redovito dobivao snove od Akuja obavještavajući ga o smještaju britanske vojske tijekom kolonijalnih borbi početkom 20. stoljeća, a za prvog se kaže da je koristio Božju moć i znanje da razdijeli jezero Turkana kako bi ratnici mogli hodati preko jezera i ukrasti deve.
Ovi Božji ngimuroci i dalje se mogu naći na cijeloj Turkani, svaki na svom teritoriju, zajedno sa specijaliziranim ngimurocima koji su dobili specifične sposobnosti čitanja listova čaja, duhana, crijeva, cipela, kamenja i žica. Postoje i skriveni zli stručnjaci, ngikasubak, koji koriste predmete u tajnosti za čaranje protiv ljudi u zajednici, i ngikapilak, koji su se specijalizirali za izricanje vrlo snažnih kletvi koje koriste dijelove tijela od onih koji su nedavno preminuli, ali oni nisu uključeni u pojam emuron. Ngimurok su ljudi s kojima Akuj i Oci razgovaraju u snovima; oni su također oni koji mogu komunicirati s precima kako bi utvrdili kakva je životinjska žrtva potrebna za vraćanje mira, donošenje kiše, pronalazak lijeka za djetetovu bolest ili koji mogu pravilno blagosloviti obitelji na vjenčanju. 
Ngimurok u svakom području prima izravne objave od Akuja, koji je i dalje izravno aktivan i zaokupljen stvaranjem. Ovi ngimurok ne govore i ne primaju poruke preko posredničkog boga ili duhoakroz posjedovanje. Iako su opsjwdnuća od strane predaka uobičajeni na Turkani, oni se obično pojavljuju među mlađim ljudima kod kuće, tako da predak može prenijeti svoju poruku onima u kući. Tada se savjetuju s emuronom što treba učiniti. Ngimurok ne mogu biti opsjednuti.  Osim ngimuroka, u Turkani su također važni klanski rituali koji predstavljaju priznanje i prijelaze životne snage. Najvažniji rituali su rituali rođenja (akidoun), obredi inicijacije muškaraca i žena koji ne uključuju obrezivanje (asapan i akinyonyo), obredi vjenčanja (Akuuta), godišnje žrtve blagoslova (Apiaret an ai) i rituali smrti (Akinuuk). Svaki od ovih rituala nadgledaju starci klana, i muškarci i žene. Starješine nadgledaju i svadbene rituale u cijeloj zajednici, ali emuron obično igra ulogu u blagoslovu braka.

## Vanjske poveznice
Drvene zdjele, kontejneri, kravlje zvono i nasloni za glavu od ljudi iz Turkane: http://www.douglasyaney.com/tribes-turkana.html
- Razne fotografije i dodatna objašnjenja Turkane možete pronaći na Ejoka.com. Na stvaranju ovog dodatka surađivali su razni misionari.
- Fotogalerija ljudi iz Turkane u blizini Lokichoggio, Kenija
- Veća zbirka umjetničkih predmeta od ljudi iz Turkane. Internetska zbirka umjetnosti Kenije, Umjetnički muzej Sveučilišta Indiana